# Доппельмайр Гаравента
Группа Доппельмайр/Гаравента (Doppelmayr/Garaventa Gruppe) — австрийско-швейцарская группа, специализирующаяся на производстве канатных дорог и оборудования для них: кресельных подъёмников, гондол, поверхностных буксировочных устройств для горных лыж, а также двигателей для городского транспорта, систем транспортировки и аттракционов. На сегодняшний день Doppelmayr Garaventa произвела более 14600 единиц различного оборудования, которое установлено в 89 странах мира. Группа Doppelmayr / Garaventa была образована в 2002 году, когда фирма Doppelmayr из Вольфурта (Австрия) объединилась с Garaventa AG из Швейцарии, став крупнейшим в мире производителем канатных дорог.

## История
Компания «Doppelmayr» была основана в австрийском Вольфурте в 1892 году и первоначально называлась «Konrad Doppelmayr & Sohn». В 1967 году директором компании стал Артур Доппельмайр, внук основателя фирмы — Конрада Доппельмайра — и сын австрийского бизнесмена Эмиля Доппельмайра. Поскольку в тот период отдых в Альпах набирал популярность во всём мире, в течение второй половины XX столетия Артуру удалось вывести свою компанию-производителя канатных дорог в мировые лидеры. В 1996 году холдинговая компания Doppelmayr приобрела компанию Von Roll — швейцарского производителя гондол и канатных дорог; в 2002 году ей также удалось приобрести другую швейцарскую компанию — CWA — специализировавшуюся в той же сфере. О слияние компаний Doppelmayr и Garaventa было публично объявлено в 2001 году — объединение было завершено в 2002 году. В апреле 2011 года компания была выбрана в качестве одного из подрядчиков для строительства лондонской кабельной системы.

## Цифры и факты
По данным на 2015/2016 финансовый год компания имела 834 миллионов евро годового оборота; её дочерние предприятия и / или представительства существовали в сорока странах мира. В компании по всему миру работало 2673 сотрудников: из них, 1360 — в Австрии и 384 — в Швейцарии. Более ста студентов проходили обучение или стажировку в Doppelmayr Garaventa Group в Австрии и Швейцарии.

## Участники группы

### Doppelmayr Seilbahnen
Основная продукция «Doppelmayr Seilbahnen» включает канатные дороги, гондолы и кресельные подъёмники, которые поставляются потребителям под брендами «Doppelmayr» и «Garaventa». Компания стала пионером в области производства трёхканатной гондолы «3S» в Китцбюэле (Австрия), Кобленце (Германия) и Уистлер-Блэккомбе (Канада). Она также представляет на рынке ряд инновационных продуктов — таких как подогреваемые сиденья на подъёмниках.

### Doppelmayr Transport Technology
Компания «Doppelmayr Transport Technology» разрабатывает и продаёт системы канатные дороги для перемещения материалов. Первоначально эти системы были похожи на обычные канатные дороги и кресельные подъёмники, но оснащённые специальными несущими системами. В начале XXI века Doppelmayr Transport Technology разработала специальную канатную дорогу для подъёма грузов под названием «RopeCon» — это конвейерная система, которая может транспортировать материалы на большие расстояния. Системы «RopeCon» сегодня можно встретить в Папуа-Новой Гвинее, Ямайке, Судане, Швейцарии и Австрии.

### Doppelmayr Cable Car
Компания «Doppelmayr Cable Car» производит автоматизированные системы перевозки пассажиров, устанавливаемые в аэропортах, и другие элементы городского транспорта. В 1999 году первая подобная система была введена в эксплуатацию в гостинично-развлекательном комплексе «Мандалай-Бэй» в Лас-Вегасе. Аналогичные системы были установлены в аэропортах Торонто (Канада), Бирмингема (Великобритания), Мехико (Мексика), Окленда (США). В 2018 году система такого рода была запущена в аэропорту Шереметьево в Москве.

### CWA Constructions
Фирма «CWA Constructions», расположенная в швейцарском Ольтене, производит кабины для гондол и установки для перемещения людей для материнской компании «Doppelmayr», а также и для ряда других фирм отрасли.

### СКАДО
Российская группа компаний «СКАДО» (Самарские канатные дороги) с 1997 года является членом Doppelmayr Garaventa Group. Вместе с остальными участниками Doppelmayr Garaventa СКАДО участвовала в более чем 250 проектах в странах постсоветского пространства и Монголии.